# 진실게임 (텔레비전 프로그램)
《진실게임》은 1999년 7월 2일부터 2008년 6월 17일까지 방송된 예능 프로그램이다.

## 기획 의도
진짜와 가짜를 찾아내는 프로그램.

## 역대 방송시간
| 방송 채널 | 방송 기간                          | 방송 시간                       |
| --------- | ---------------------------------- | ------------------------------- |
| SBS TV    | 1999년 7월 2일 ~ 2001년 3월 23일   | 매주 금요일 저녁 7:15 ~ 8:00    |
| SBS TV    | 2001년 3월 30일 ~ 2001년 10월 19일 | 매주 금요일 저녁 7:15 ~ 8:00    |
| SBS TV    | 2001년 11월 2일 ~ 2002년 1월 18일  | 매주 금요일 저녁 7:15 ~ 8:00    |
| SBS TV    | 2001년 10월 26일                   | 금요일 저녁 6:40 ~ 8:00         |
| SBS TV    | 2002년 1월 25일 ~ 2005년 4월 22일  | 매주 금요일 저녁 7:05 ~ 8:00    |
| SBS TV    | 2005년 4월 26일 ~ 2007년 4월 10일  | 매주 화요일 저녁 8:55 ~ 밤 9:55 |
| SBS TV    | 2007년 4월 17일 ~ 2008년 6월 17일  | 매주 화요일 저녁 8:50 ~ 밤 9:55 |

## 역대 진행자
- 1대 : 이경실, 이성미 (1999년 7월 2일 ~ 2001년 5월 25일)
- 2대 : 이경실, 이홍렬 (2001년 6월 1일 ~ 2001년 8월 10일)
- 3대 : 이경실, 이성미 (2001년 8월 17일 ~ 2002년 8월 16일)
- 4대 : 이경실, 유정현 (2002년 8월 23일 ~ 2003년 7월 25일)
- 5대 : 송은이, 유정현 (2003년 8월 1일)
- 6대 : 유재석, 유정현 (2003년 8월 8일 ~ 2003년 11월 7일)
- 7대 : 유재석 (2003년 11월 7일 ~ 2007년 10월 30일)
- 8대 : 지석진 (2007년 11월 6일 ~ 2008년 6월 17일)

## 참여 인물
유명한 주인공
- 1999년 7월 16일 이승윤 (진짜 차력사는? / 現 개그맨)
- 1999년 8월 20일 류수영 (진짜 118kg였던 사람은? / 現 배우)
- 2000년 10월 6일 김광규 (가짜 대머리는? - 율부린너 / 現 배우)
- 2001년 3월 30일, 4월 6일 최원형 (진짜 성우는? - 날씬한 몸매를 원하십니까 / 現 성우)
- 2001년 6월 8일, 6월 15일 김현주 (`91 미스코리아 본선 태평양)
- 2002년 4월 5일 박나래 (가짜 무당을 찾아라? - 유달산 동자 / 現 개그우먼)
- 2002년 8월 2일 송중환 (송종국의 형)
- 2004년 5월 14일 허각, 허공[1] (진짜 남남은? - 허각 · 허공 / 現 가수)
- 2005년 이종석[2] (특이한 모델을 찾아라 - 꽃미남 모델 / 現 모델, 배우)
- 2006년 1월 17일 루나[3] (가짜 초등학생을 찾아라 - 웨이브소녀 / 現 가수)
- 2006년 2월 7일 디노 (이찬, 세븐틴)
- 2006년 4월 18일 이시언 (별난모임, 진짜는? - 소심한 남자들 / 現 배우)
- 2006년 8월 29일 안소미 (놀라운 사연의 주인공은? - 개미소녀 / 現 개그우먼)
- 2006년 10월 24일 허민[4] (대회 수상자 가짜는? - 청주나이트 댄스대회 / 現 개그우먼)
- 2006년 12월 29일 최희[5] (스타의 가족, 진짜를 찾아라 - 정준하 사돈처녀 / 現 방송인)
- 2005년 초신성 성제 (진짜 여자를 찾아라 - 바비인형)
- 이세영
- 장도연

저명한 주인공
- 2002.5.24 홍의실[깨진 링크(과거 내용 찾기)] (진짜 ; 한의사)
- 2002.6.21 유우종 (탐정)
- 2002.9.6 최영환 (진짜 ; 에어로빅 강사)
- 2002.10.25 함정희 (함씨네밥상 회장)
- 2002.11.29 홍기하 (진짜, 영어강사)

## 참고 사항
- 이성미가 출산 준비로 자리를 비운 뒤에는 이홍렬이 임시 진행을 맡았었는데[6] 이홍렬은 해당 프로그램과 2002년 11월 1일부터 2003년 5월 16일까지 같은 시간에 경쟁한 KBS 2TV 스타 집현전 MC[7]였다.
- 2005년 6월 7일에 방영된 〈진짜 미인 대회 수상자를 찾아라!〉 에피소드에서는 자신을 '통통미인대회' 1등이라고 소개한 한 일반인 여성 출연자를 진짜 미인 대회 수상자로 판정했다. 하지만 새로운 미의 가치관을 정립하기 위하여 '빅우먼패션쇼'를 주최했던 한국여성재단은 "SBS 프로그램 《진실게임》에서 소개한 '통통미인대회'라는 미인대회는 실제로 존재하지 않으며, 해당 프로그램에 출연했던 일반인 여성 출연자는 해당 패션쇼에서 순위를 가리지 않고 최종 선발된 모델 20명 가운데 1명일 뿐이다."라고 문제삼았다. 이에 SBS 측은 간접광고 우려가 있어서 제작진이 임의로 명명했다고 해명했으나, 한국여성재단은 방송위원회와 언론중재위원회 측에 해당 프로그램의 에피소드에 대한 정정 보도와 사과 방송을 요구했다.[8][9] 결국 SBS와 한국여성재단은 2005년 7월 6일에 언론중재위원회에서 가진 만남을 통해 해당 프로그램의 에피소드에 대한 정정 보도에 합의했고, SBS는 2005년 7월 12일 《진실게임》 방영분 말미에 관련 정정 보도를 송출했다.[10][11] 또한 방송위원회는 2005년 7월 26일에 열린 전체 회의를 통해 실제로 존재하지도 않는 미인 대회를 왜곡하여 방송한 SBS 《진실게임》에 대해 권고 조치를 내렸다.[12]
- 2006년 6월 6일에는 독일에서 개최된 2006년 FIFA 월드컵 특집으로 〈진짜 태극전사의 가족을 찾아라!〉 에피소드가 방영되었으나, 거꾸로 인쇄된 태극기(대한민국의 국기)가 등장한 장면이 문제가 되어 VOD 서비스 대상에서 제외되었다.[13][14]
- 2006년 9월 19일에는 〈놀라운 관계, 진짜를 찾아라!〉 에피소드 말미에 〈진짜 변신의 주인공을 찾아라!〉 에피소드 예고편을 송출했으나, 녹화 과정에 참여했던 한 일반인 남성 출연자가 여성을 스토킹한 혐의로 경찰의 수배 대상에 올라온 사실을 확인한 제작진의 결정에 따라 사전에 방송이 취소되었다.[15] 이에 따라 SBS는 해당 에피소드 촬영분을 전량 폐기 처분했으며, 2006년 9월 26일에 파일럿 프로그램 《퀴즈 8 대 1》을 편성했다.[16]

## 결방 안내
- 1999년 9월 24일: 《추석 특집 - MC 총출동 아이 러브 SBS》 편성으로 인한 결방.
- 1999년 12월 31일: 《밀레니엄 특별 생방송 - 비전 2000》 중계방송으로 인한 결방.
- 2000년 9월 1일: 《올림픽 축구 국가대표팀 평가전 - 대한민국 vs 나이지리아》 중계방송으로 인한 결방.
- 2000년 9월 15일, 9월 22일, 9월 29일: 2000년 시드니 하계 올림픽 중계방송으로 인한 결방.
- 2000년 10월 13일: 김대중 대통령의 노벨 평화상 수상 관련 뉴스특보 편성으로 인한 결방.
- 2000년 11월 3일: 《2000년 한국시리즈 - 현대 vs 두산 4차전》 중계방송으로 인한 결방.
- 2001년 3월 23일: 《한국프로농구 2000-01 플레이오프 2차전 - SBS vs 삼성》 중계방송으로 인한 결방.
- 2001년 4월 6일: 《한국프로농구 2000-01 챔피언 결정전 5차전 - LG vs 삼성》 중계방송으로 인한 결방.
- 2001년 5월 25일: 《축구 국가대표팀 평가전 - 대한민국 vs 카메룬》 중계방송으로 인한 결방.
- 2001년 12월 7일: 《2001년 서울가요대상》 중계방송으로 인한 결방.
- 2002년 3월 22일: 《한국프로농구 2001-02 플레이오프 1차전 - SBS vs KCC》 중계방송으로 인한 결방.
- 2002년 6월 14일: 《2002년 FIFA 월드컵 특집 - 16강 코리아》 편성으로 인한 결방.
- 2002년 9월 20일: 《아시안 게임 축구 국가대표팀 평가전 - 대한민국 vs 아랍에미리트》 중계방송으로 인한 결방.
- 2002년 11월 1일: 《2002년 한국프로야구 플레이오프 5차전 - KIA vs LG》 중계방송으로 인한 결방.
- 2002년 11월 22일: 《노무현·정몽준 대통령 후보 TV 토론회》 생방송으로 인한 결방.
- 2002년 12월 6일: 《2002년 서울가요대상》 중계방송으로 인한 결방.
- 2002년 12월 20일: 《2002년 대통령 선거 특별 생방송 - 온 국민이 하나로》 생방송으로 인한 결방.
- 2003년 3월 21일: 이라크 전쟁 뉴스특보 편성으로 인한 결방.
- 2003년 4월 11일: 《한국프로농구 2002-03 챔피언 결정전 5차전 - 동양 vs TG》 중계방송으로 인한 결방.
- 2003년 6월 20일: 《제40회 대종상 시상식》 중계방송으로 인한 결방.
- 2003년 7월 18일: 《2003년 피스컵 - PSV 에인트호번 vs 나시오날》 중계방송으로 인한 결방.
- 2003년 8월 15일: 《2003년 K리그 올스타전》 중계방송으로 인한 결방.
- 2003년 10월 17일: 《2003년 한국시리즈 - 현대 vs SK 1차전》 중계방송으로 인한 결방.
- 2003년 11월 14일: 《창사 13주년 특별 생방송 - 희망을 이야기합시다》 생방송으로 인한 결방.
- 2003년 12월 12일: 《2003년 서울가요대상》 중계방송으로 인한 결방.
- 2004년 3월 5일: 《신사옥 오픈 특집 - SBS 빅스타 총출동 시청자 여러분 고맙습니다》 생방송으로 인한 결방.
- 2004년 3월 12일: 노무현 대통령 탄핵소추안 가결 뉴스특보 편성으로 인한 결방.
- 2004년 3월 26일: 《제40회 백상예술대상 시상식》 중계방송으로 인한 결방.
- 2004년 8월 20일: 2004년 아테네 하계 올림픽 중계방송으로 인한 결방.
- 2004년 10월 22일: 《2004년 한국시리즈 - 현대 vs 삼성 2차전》 중계방송으로 인한 결방.
- 2004년 11월 5일: 《2004년 슈퍼모델 선발 대회》 중계방송으로 인한 결방.
- 2004년 12월 10일: 《2004년 서울가요대상》 중계방송으로 인한 결방.
- 2005년 4월 8일: 《한국프로농구 2004-05 챔피언 결정전 2차전 - TG vs KCC》 중계방송으로 인한 결방.
- 2005년 7월 26일: 《국제 클럽 축구 친선 경기 - FC 서울 vs 보카 주니어스》 중계방송으로 인한 결방.
- 2005년 8월 23일: 《광복 60년 특별 기획 - 조용필 평양 2005》 편성으로 인한 결방.
- 2005년 10월 18일: 《2005년 한국시리즈 - 삼성 vs 두산 3차전》 중계방송으로 인한 결방.
- 2006년 5월 23일: 《축구 국가대표팀 평가전 - 대한민국 vs 세네갈》 중계방송으로 인한 결방.
- 2006년 6월 13일: 《2006년 독일 월드컵 승리 기원 특집 - 신화는 계속된다》 편성으로 인한 결방.
- 2006년 9월 26일: 파일럿 프로그램 《퀴즈 8 대 1》 편성으로 인한 결방.
- 2006년 11월 14일: 《올림픽 축구 국가대표팀 평가전 - 대한민국 vs 일본》 중계방송으로 인한 결방.
- 2007년 8월 21일: 《2007년 FIFA U-17 월드컵 - 대한민국 vs 코스타리카》 중계방송으로 인한 결방.
- 2007년 10월 23일: 《2007년 한국시리즈 - 두산 vs SK 2차전》 중계방송으로 인한 결방.
- 2008년 1월 1일 : 신년 특집 편성으로 인한 결방.
- 2008년 4월 8일: 《2008 스페이스 코리아 - 대한민국 우주에 서다》 편성으로 인한 결방.

## 같이 보기
관련 항목
- 오락

방송 프로그램
- 두뇌왕 아인슈타인 (KBS 2TV)
- 유쾌한 스튜디오 (MBC TV)